# Cikó
Cikó [ˈʦikoː] (deutsch Zickau) ist eine Gemeinde im Kreis Bonyhád, der im Komitat Tolna im südlichen Zentralungarn liegt.
Seit 1997 besteht eine Städtepartnerschaft mit der hessischen Gemeinde Dautphetal.
Vor dem Zweiten Weltkrieg war Cikó ein Dorf mit rein donauschwäbischer Bevölkerung, die zum großen Teil nach dem Krieg in verschiedene Gebiete Deutschlands zwangsausgesiedelt wurde.
Heute hat der Ort gut 800 Einwohner (Stand 2011).